# D'Entrecasteaux (1858)
Pour les autres navires du même nom, voir D'Entrecasteaux.
Le D'Entrecasteaux était un aviso de deuxième classe en service dans la Marine française au cours de la seconde moitié du XIXe siècle.  À l'issue d'une campagne en Extrême-Orient en 1875-1876, il est offert à l'empereur d'Annam Tự Đức.